# 布洛克島海戰
布洛克島海戰（英語：Battle of Block Island）是美國獨立戰爭期間在羅德島布洛克島外海發生的小型衝突。大陸海軍的埃塞克·霍普金斯準將艦隊突襲拿騷，並在當地的英軍軍用倉庫繳獲大批軍需品。返航時，艦隊偶遇英國皇家海軍的格拉斯哥號巡防艦。格拉斯哥號呼喚大陸海軍艦艇卡博特號，試圖識別其身份，後來該艦一名水手向格拉斯哥號投擲手榴彈，戰鬥隨即打響。在破壞了兩艘艦艇的轉向裝置後，格拉斯哥號果斷脫離戰場，並成功擺脫追擊，而霍普金斯準將也在數小時後下令中止追擊。雖然格拉斯哥號滿身傷痕，但成功逃離大陸海軍七艘艦艇的追擊，因此歷史學家認為大英帝國在這場戰鬥中取得勝利。事後，大陸海軍數位艦長的表現備受批評，其中一位更被解職，而霍普金斯準將也因為部分違法行為而受到大陸會議斥責。格拉斯哥號返回紐波特後不久，便被送往朴次茅斯大修，原本屬於她的任務則重新分配給鸚鵡螺號負責。

## 背景
格拉斯哥號是英國皇家海軍的第六級巡防艦，裝載了20門火炮。1776年4月，在特林厄姆·豪上校（Tryingham Howe）指揮下，格拉斯哥號從羅德島紐波特駛往南卡羅萊納省查尔斯顿，為駐紮在附近的英國艦隊運送物資。該艦隊在同年6月曾經集結圍攻查理斯頓，可惜在沙利文島之戰中落敗。
1775年末，第二屆大陸會議宣佈成立大陸海軍。到了1776年2月，艦隊首批船隻已準備進行處女航。埃塞克·霍普金斯準將率領由八艘船隻組成的艦隊遠征巴哈馬群島，原因在於英國軍隊在該處藏有軍用物資，而且此事也非什麼秘密。3月初，艦隊派遣陸戰隊登陸新普羅維登斯島，並佔領了拿騷鎮。在軍用倉庫繳獲大批軍需品後，艦隊連同兩艘被俘的戰艦於同月17日北上，當中一艘戰艦被派往費城，其餘則駛往布洛克島海峽。但是，艦隊在北上過程中爆發了多種疾病，例如和天花，大幅降低船員效率。
4月4日，艦隊抵達長島附近海域，並著手俘虜同樣滿載物資的英方船艦霍克號。翌日，艦隊又從博爾頓號上繳獲物資。當晚，霍普金斯決定繼續在布洛克島附近航行，希望能更輕鬆地獲取戰利品。他把艦隊改為由兩個縱隊組成的偵查隊形：右側以卡博特號為首，艦隊中最大的船隻——旗艦阿爾弗雷德號則緊隨其後，它擁有20門火炮；左側由安德烈亞多里亞號率領，其次是哥倫布號。普羅維登斯號緊隨這兩隊船艦，而蒼蠅號和黃蜂號則護衛著被俘船而遠遠地跟在後面。由於需要指派船員前往被俘船，因此艦隊戰鬥力被進一步降低。

## 經過
戰鬥發生在一個幾乎滿月且特別澄霽的夜晚。4月6日凌晨1時至2時，安德烈亞多里亞號和格拉斯哥號在布洛克島東南約20至24海里（8里格）處發現對方。當時，大陸海軍艦隊正朝南方航行，格拉斯哥號則向西往查爾斯頓駛去。豪前來調查艦隊，並在接下來的30分鐘接近呼喚距離。霍普金斯準將在此期間沒有發出任何信號，艦隊因此未有組成戰列線，但同時觸發戰事。事後，安德烈亞多里亞號艦長尼古拉斯·畢多形容艦隊在戰事中表現得「手忙腳亂」。
格拉斯哥號首先遭遇由埃塞克·霍普金斯準將兒子約翰指揮的卡博特號。格拉斯哥號呼喚卡博特號試圖識別其身份，約翰·霍普金斯則回答道：「大陸海軍哥倫布號和阿爾弗雷德號，擁有22門火炮的巡防艦。」接著，卡博特號一名過分熱心的船員朝格拉斯哥號甲板扔了一枚手榴彈，戰鬥隨即打響。輕武裝雙桅橫帆船卡博特號向格拉斯哥號發射了一枚未能奏效的6磅炮彈，格拉斯哥號則使用重型武器進行兩次反擊，殺死了卡博特號的航海長，擊傷約翰，並破壞了船隻的轉向裝置。隨著卡博特號漂離，阿爾弗雷德號與格拉斯哥號交戰，兩艦展開舷炮齊射。初期，格拉斯哥號擊中了阿爾弗雷德號的舵柄，導致她失去轉向能力，並暴露在猛烈炮火之下。漂流的阿爾弗雷德號也使安德烈亞多里亞號難以加入交戰，因為她還要採取規避操作以免與卡博特號對撞。普羅維登斯號按兵不動，而哥倫布號很晚才加入交戰，但她胡亂地發炮，幾乎沒有對格拉斯哥號造成任何損傷。
考慮到格拉斯哥號正暴露在三艘船的火力之下，豪決定停止戰鬥以避免被敵方登船，並啟航前往紐波特。儘管船帆和索具嚴重損壞，但格拉斯哥號仍然擺脫了滿載戰利品的大陸海軍艦隊追擊。數小時後，霍普金斯下令中止追擊，以避免在紐波特遇上英國皇家海軍中隊。霍普金斯得到的唯一戰利品是格拉斯哥號一艘小艇。4月8日，艦隊連同該艇一同停泊在康涅狄格州新倫敦。

## 後續影響
格拉斯哥號共有一人死亡，三人受傷，所有傷亡都是由火槍造成。歷史學家威廉·摩根認為，船員傷亡數字之低可能反映大陸海軍的重炮射擊技術差劣。另一方面，卡博特號上有四人喪生、七人受傷，阿爾弗雷德號上有六人死亡、六人受傷，安德烈亞多里亞號則有一名鼓手受傷。

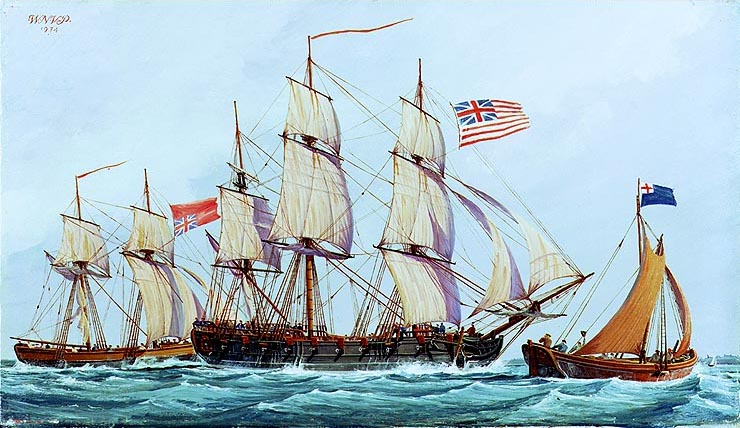
畫家威廉·諾蘭德·范·包威爾繪畫的哥倫布號

大陸會議主席约翰·汉考克讚揚霍普金斯艦隊的表現，而未能俘虜格拉斯哥號則為會議內外的海軍反對者提供批評機會。尼古拉斯·畢多在談到這次行動時宣稱：「從未發生過比這更輕率、更糟糕的事件。」哥倫布號艦長亞伯拉罕·惠普爾一度忍受著懦弱指控，但他最終抵受不住，要求軍事法庭為他洗刷罪名。1776年5月6日，曾經參與過該次航行的軍官組成小組，並為惠普爾洗刷懦弱指控，但同時批評他判斷有誤。普羅維登斯號艦長約翰·哈扎德（John Hazard）則沒那麼幸運；下屬軍官指控他干犯各種罪行，包括在戰鬥期間疏忽職守，最終被軍事法庭裁定罪成，並強制他退役。
霍普金斯準將就與布洛克島行動無關的事項受到會議審查。他違反了航行至弗吉尼亞州和南北卡羅來納州的書面命令，轉為前往拿騷。他還在未徵求會議意見的情況下，在康涅狄格州和羅德島分發了航行期間所獲的貨物。最終，他因這些違法行為而受到會議斥責。1776年末，由於英國佔領紐波特，大陸海軍部分船隻因船員短缺而被迫滯留在羅德島普罗维登斯，並且未能再度出航。
飽受戰鬥之苦的格拉斯哥號在途中拋下了一些貨物，最終成功返回紐波特。由於船體狀況不佳，維修人員只能儘可能把她修復至適航狀態，並送往弗吉尼亚州朴次茅斯大修。原本屬於格拉斯哥號的任務則被改由紐波特中隊的鸚鵡螺號負責。